# Douglas Haskell
Douglas Putnam Haskell, né le 27 juin 1899 à Monastir dans l'Empire ottoman (aujourd'hui Bitola en Macédoine du Nord) et mort le 11 août 1979, est un critique d'architecture et rédacteur en chef américain.
Il est connu pour avoir inventé le terme « googie » —  un courant artistique et architectural futuriste du XXe siècle, puisant son inspiration dans l'ère de l'atome et la conquête spatiale — dans un article de House and Home en 1952.